# Докшички рејон
Докшички рејон (блр. Докшыцкі раён; рус. Докшицкий район) административна је јединица другог нивоа у југозападном делу Витепске области на северу Републике Белорусије.
Административни центар рејона је град Докшици.

## Географија
Докшички рејон обухвата територију површине 2.267,61 км² и на 5. месту је по површини међу рејонима Витепске области. Граничи се са Паставским рејоном на северозападу и Глибочким на северу, док су на североистоку Ушачки, односно Лепељски рејон на истоку. На југу граничи са рејонима Минске области (Барисавски, лагојски, Вилејски и Мјадзељски).
Највећи део територије рејона налази се на подручју Горњоберезинске и Нарачанско-Вилејске равнице, док су на западу Свенцјанско побрђе и Докшичко побрђе у централном делу. Највиша тачка рејона лежи на надморској висини од 265 метара.
У хидрографском смислу Докшички рејон представља развође између Црноморског и Балтичког слива. Ту свој ток почиње реке Вилија и Березина. Река Вилија заједно са Сервачем припада сливу Њемена и Балтичког мора, док река Березина отиче ка Дњепру.

## Историја
Докшички рејон успостављен је 15. јануара 1940. године.

## Демографија
Према резултатима пописа из 2009. на том подручју стално је било насељено 26.828 становника или у просеку 12 ст/км².
| 1959.  | 1970.  | 1979.  | 1989.  | 1999.  | 2009.  | 2014.   |
| ------ | ------ | ------ | ------ | ------ | ------ | ------- |
| 53.884 | 50.202 | 42.787 | 37.413 | 34.602 | 26.828 | 24.487* |

Напомена: Процена према подацима националног статистичког завода.
Основу популације чине Белоруси са 94,85% и Руси са 3,02% док остали чине 2,13% популације.
Административно, рејон је подељен на подручје града Докшице који је уједно административни центар рејона, на варошицу Бјагомљ и на 10 сеоских општина. На територији рејона постоји укупно 276 насељених места.